# قلعه بندبن قاسم‌آباد
قلعه بندبن قاسم‌آباد مربوط به دوره تیموریان است و در شهرستان رودسر، بخش چابکسر، روستای بندبن واقع شده و این اثر در تاریخ ۱۱ شهریور ۱۳۸۲ با شمارهٔ ثبت ۹۹۲۴ به‌عنوان یکی از آثار ملی ایران به ثبت رسیده است.